# Bazoilles-sur-Meuse
Bazoilles-sur-Meuse är en kommun i departementet Vosges i regionen Grand Est (tidigare regionen Lorraine) i nordöstra Frankrike. Kommunen ligger i kantonen Neufchâteau som tillhör arrondissementet Neufchâteau. År 2022 hade Bazoilles-sur-Meuse 612 invånare.

## Befolkningsutveckling
Antalet invånare i kommunen Bazoilles-sur-Meuse
| Referens: INSEE |